# 唯香
唯香（ゆいか）は日本の女性声優。主にアダルトゲームに声をあてている。

## 出演作品
太字は主役・メインキャラクター

### ゲーム
2008年
- おあずけフェティッシュ!
- カラフルウィッシュ 〜12コのマジ★キュン!〜（恵美）
- コムスメ【孤高娘】（エッタ）
- 新ジャンル・えすでれっ!!（島田 ちより）
- メアメアメア（メル）

2009年
- 愛欲の半ば、陰と陽の慟哭 〜淫辱は制服の下に〜（明智 茉利）
- 性喰体育教師 〜学園初出し生搾り（日向 麻巳子）
- Hell Guide（霧山 麻衣）
- ママの運動会（園川 静流）
- 息子の嫁は親父の女 〜女医とナースに仕込む胤〜（伊達 名月）

2010年
- 揉乳学園・発情中（弓塚 花梨）
- ぱいずりチアリーダーvs搾乳応援団!（松嶋 夕菜）
- 孕姫マリアンヌ（マリアンヌ）
- メアメアメア -Sister Plus-（メル）
- 萌恋維新! アタシら、じぇいけー、新閃組!（沖田 総実）
- りぼる・さもなー Revolving Summoner（ガレット）
- サクリファイス〜捨牌の行方〜（矢瀬布未）
- 変態性癖ドミナンス（坂口 恭子）

2011年
- A.G.II.D.C. 〜あるぴじ学園2.0 サーカス史上最大の危機!?〜
- 学園BETRAYER 〜秘密の性体験〜（大清水 美羽子）
- グリザイアの果実（桜井 美冬、入巣 清夏）
- 純潔★女神さまっ!「種付けしてください、ダンナさまっ!」（クリシュナ、ラハム）
- ハッピー・ハーレム・スクリプト 〜こんなにHな女の子が実在するワケがない!〜（椎堂 舞佳）
- 令嬢の秘蜜（樋口 奈々美）
- ろーるぷれいんぐがーる!!（ヒカル＝サンライト）
- 魔触三十六景〜処女が堕ちる夢〜（佐原 由利香）
- またにてぃもんすたぁず! 〜『兎耳委員長と清く正しい肉体関係!』〜（因幡代 ハクア）

2012年
- 放課後☆エロゲー部!（明星 茜）
- またにてぃもんすたぁず! 〜『神狼会長と由緒正しき子作り宣言!』〜（因幡代 ハクア）
- グリザイアの迷宮（入巣清夏）
- 超光戦隊ジャスティスブレイドZERO 〜大首領の敵は大首領〜（桃瀬 さくら）
- ぜったい!マジイキ!?イチャずらはぷにんぐ! 〜変形!、変態?手に入れた能力でエロメロパワーを収集せよ〜（霧島 さくら）
- MISTAKE×MISCAST カコトミライノコイモノガタリ（蘇芳　結）
- ハレカノ 〜2人の幼なじみとハーレムな関係〜（久留麻　茜）
- またにてぃもんすたぁず！〜デキちゃいましたっ！〜（因幡代　ハクア）
- 俺と5人の嫁さんがラブラブなのは、未来からきた赤ちゃんのおかげに違いない!?（学生会書記）
- 初恋1/1（岬　ひなみ）

2013年
- 義妹だからできること、妹じゃないとダメなこと。（高藤伊織）
- 運命予報をお知らせします（御法光）
- BALDR SKY Zero -バルドスカイゼロ-（リーナ・エイプルトン）
- 学園聖戦士セーラーナイト 〜正義のヒロイン完全征服マニュアル〜（エボニー・キャラット）
- 売淫令嬢〜周芳院櫻子の罪穢〜（柊真由香）
- 冷淫〜雨音に混じる少女の嬌声〜（彩乃）
- HUNTING BLUE（風城由梨香）
- メイドさんとボイン魂（ハニー・パンプキン）
- くノ一淫法で極楽昇天♪ 〜解き放たれたエロエロ忍術!?〜（氷華）
- グリザイアの楽園（桜井美冬）

2014年
- 13人の麗しきケダモノ（獅童 真姫）
- しゅきしゅきだいしゅき!!（双葉 葵）
- 漫喫ハプニング（観月 音那）
- お兄ちゃん、右手の使用を禁止します!（妹尾 ゆき）
- 蒼穹のクレイドル-人形学園調教記-（アリス）
- 魔触少女マナ（神崎 茉菜）
- 学園聖戦士セーラーナイト2〜正義のヒロイン完全悪堕ちマニュアル〜（花菱 すもも）
- BALDR SKY Zero2 -バルドスカイゼロツー-（リーナ・エイプルトン））
- ゆめみがちーく!（笹山 もも）
- 偽骸のアルルーナ（マギー）
- 恋愛リベンジ（九重 九十九）
- 恋七夜（藤沢 リサ）
- 神剣戦隊ブレイドレンジャー〜戦闘員の野望〜（有栖川 レイ）
- 繁触きょうしつ〜女子高ハーレムなら何をヤっても許される！？〜（松金 奈緒美）
- 神淫獣〜身を捧げ誰が為に戦う〜（神来社天恵）
- 永久恋愛みるくクリーム〜オナニー×オナニー〜（松村 明日菜）
- ペロペロサイミン3裸王伝〜妖星の策略〜（駿河 あやの）
- 女体狂乱3 -カオスボディ-（日芽香）
- BunnyParadise ばにぱら〜恋人全員バニー化計画〜（真鍋 歌符香）
- 箱庭ロジック（綺堂 雫）
- 父に恋した淫乱娘「彩子」 〜お父さんは誰にも渡さない〜（彩子）
- ハーレムめいと（若妻タイプ）
- 七姫コレクション〜美しき巨乳姫と人類最強の男〜（ディアナ・アルヴァレッタ・ローダン）
- ペルソナドライバー竜姫 〜女怪人軍団大進撃!〜（ハーピー怪人・イソギンチャク怪人）

2015年
- 不条理世界の探偵令嬢〜秘密のティータイムは花園で〜（宮藤 梢）
- シロガネ×スピリッツ（御剣）
- 奪again 〜人の妻、また売ります〜（桜崎 藍菜）
- ものくろ★ぐらでーしょん! 〜あなたの性癖に染まります〜（橘 朱乃）
- Evenicle -イブニクル-（ロレンソ）
- プレイ! プレイ! プレイ! 屍（舞木 咲友菜）
- love, VAMPIRE FLOWERS（御浜 利枝）
- メイプルカラーズHHH クラス全員俺の嫁!（千羽 ゆかりこ）
- ヤ・ク・ソ・ク☆ラブハーレム（八千草 のばら）
- らぶらぶ♥プリンセス 〜お姫さまがいっぱい! もっとエッチなハーレム生活!!〜（セシリア・ハイランド）
- 熟圧（小川 美琴）
- アヤカシ散華（望月 千代女）
- Love and Peace（鍛冶谷 真魚、七瀬 恋）
- JKビッチぱこぱこライフ（上条 恵那）
- 彼女の肢体からだに付いたアイツの唇痕キスあと〜幼馴染みの巨乳彼女は先輩の大きな腕に包まれ淫蕩とろけた笑みを浮かべる〜（高嶋 美雪）
- 魔法姫士アリカ＆リン 乙女に群がる男たちの魔の手「それでも私たちは負けない!!」（鈴倉 りん）
- えむリア! 〜俺がドMになったのはどう考えてもお前らが悪い〜（島津 鎮乃）
- 蜥蜴の尻尾切り（和泉 真菜香）
- ナデレボ!（如月 もも）

2016年
- GEARS of DRAGOON 2 〜黎明のフラグメンツ〜（パーシィ・グレノア）
- 絶対暗示マラオネット〜催眠復讐ゲーム〜（野々崎 唯菜）
- 妻みぐい3（夏樹 海夕里）
- 凍京NECRO〈トウキョウ・ネクロ〉（渚 神妻）
- 恋する乙女と守護の楯 〜薔薇の聖母〜
- 催眠スイッチ ～教師の卑劣な罠～（山口 陽菜乃）
- にーづま部!! -放課後はえっちな花嫁修業だよ-（結城 聖美）
- エンコウカフェ（福原 加奈子）
- なまラブ（護国寺 アリサ）
- PURELY×CATION（綾瀬 透華）
- 魔装の国のアリス Alice in Immoral-Land （三日月ウサギ）
- ギラ星アイドル裏プロジェクト（榊原　可憐）
- アイツに調教されるとドMな私は感じちゃう（柏木　ゆかり）
- 妻みぐい3 スピンオフ寝取られ編（夏樹 海夕里）
- お楽しみは謎解きの後で（上里　綺梨子）
- いもーと特区〜妹と結婚できるいい時代になりました〜（妹背 枝理）
- JK援交祭（常盤　夏帆）
- 女装学園（孕）（長久 千晴）
- 即イキびしょぬれアスリート! 潮吹き絶頂するアスリートヒロインたち（真木　のぞみ）
- 修羅の痴漢道（前川 由宇）
- ご主人様、メイド服を脱がさないで。（生山 可憐）
- お願い! 誰か助けてッ‼〜爆乳JD強制便器の夏休み〜（悠木 奈央）
- 空のつくりかた（ソフィア・マネット）

2017年
- リアルエロゲシチュエーション!（八重桜　みる）
- 女忍者アズサvsオーク 〜絶頂! 異種姦バトル!〜（御影　梓）
- アヤツラレル!? 私の肢体は誰かのオモチャ（星野 唯）
- 牝喰いダンジョン 第三章 数の暴力! ゴブリン編（エイミリア＝リンジャー）
- 性反転症の「俺」が「私」になるまで（北見 穂乃香）
- 姦獄城 〜淫虐の支配〜（ブラック・エルダ）
- 水葬銀貨のイストリア（久末　紫子）
- 牝喰いダンジョン 第四章 巨根の脅威! 鬼猿編（エイミリア＝リンジャー）
- JKおむchu♥（ 小鳥遊 芽衣）
- ChronoBox -クロノボックス-（叶深 霍）
- 妻の肉穴にホームステイするマッチョ留学生 ～出張中のその裏で、妻は黒光り棒から溢れるほどの白濁を注がれ、悦びに満ちたアクメ顔を晒していた～（大崎 明愛）
- 牝喰いダンジョン 第五章 性欲の怪物! オーク編（エイミリア＝リンジャー）
- 僕はビッチのエロ生贄（進藤 緋乃）
- タンテイセブン（海老一 真珠）
- サイミンアプリ -悪夢の寝取られゲーム-（櫛田 鈴）
- チチガミサマのいうとおりっ!（北条 麻依理）
- BLADE×BULLET 金輪のソレイユ（レギンレイブ・オルレアン）
- 爆乳温泉 ～淫乱女将悦楽の湯篇～（笠崎 木霊）
- 感染催眠ウイルス ～ただいま精液で拡大中～（九条 智実）
- 牝喰いダンジョン 第六章 脱走失敗!? トラップモンスター編（エイミリア＝リンジャー）
- いつまでも俺は母に恋してる! ～いいよ、ママに甘えて、おっぱいでいっぱいお世話してあげる♪～（野中 緑子）
- ルリのかさね ～いもうと物語り～（柚子希 佑咲）
- 今夜だけでも泊めて下さい（日高 小夜子）
- 家出少女と泊め男 ～少女の願いと男の欲棒～（小早川 晶菜）
- 戯ィ牙 ～ファンリューゲ†クリフォト～（露木 茉穂）
- 幕末尽忠報国烈士伝 -MIBURO-（新之助）
- 夏色姉妹 ～幼馴染と真夏のヒメゴト～（桃園 久美）

2018年
- イケない人妻たち ～どうしても我慢できなくて～（出本 佐知恵）
- リアルエロゲシチュエーション! H×3（八重桜 みる）
- グリムリーパー! -刈魔執行乙女隊-（霧崎 茉莉）
- 夏色ラムネ（ケンちゃん）
- もっと！孕ませ！炎のおっぱい異世界エロ魔法学園（天使 英玲奈）
- その大樹は魔界を喰らう!（白蛇様）
- コイカツ!（ヤンデレ、意識高いクール、オタク女子、橋本 麗奈）
- プレイ! プレイ! プレイ! GO!（佐戸 果純、守屋 芽実）
- 人妻ざかりの性指導（滝津 翠）
- 女忍者アズサvsオーク2 ～淫獣たちの宴～（御影 梓）
- 恋はもふもふ!ラブ・ミー・テディ（伊香保 美織）
- ぱいずり♥フィアンセ 「坊ちゃま、今日はどのおっぱいを召し上がりますか?」（イリーネ）
- 鉄と裸II ～敗北の女帝～（ロザリィ＝ヘインズワース）
- 孕ら・ポコ! ～異能催眠で女学園を孕ませ征服～（芦屋 美桜）
- 乙女が結ぶ月夜の煌めき（冷泉 美夜子）
- サイミンアプリ Another -終わらない寝取られゲーム-（櫛田 鈴）
- 牝喰いダンジョン（エイミリア＝リンジャー）
- 空に刻んだパラレログラム（有佐 里亜）
- ねこねこファンディスク4
- 下々の生活を嗜むための集い ～無知で高貴なお嬢様は庶民の性活に興味津々～（大御門 美景）

2019年
- 俺のアレが神聖過ぎて重宝されるんだが!?（クロエ）
- 社長隷嬢セレクション（姫騎士）
- 姉あそび! ～サポごっこでスキンシップ～（如月 波々乃）
- タマユラミライ（ヤマウバ）
- ガールズ・ブック・メイカー -幸せのリブレット-（蓬莱）
- 女忍者アズサvsオーク3 ～淫獣たちの王国～（御影 梓）
- 乙女が結ぶ月夜の煌めき -Fullmoon Days-（冷泉 美夜子）
- 異世界娘発情中 ～俺のアレをハムハムしまくり!?～（メイル・イルル・クオーツ）

2020年
- 貴女が居るのに寝取られちゃう ～女の子同士の間に割ってはいる女学園男性教員～（能代 薫衣）
- ジンキ・リザレクション（黄坂 ルイ）
- 搾精士のお姉さん ～女性だけの街で精液奴隷にされちゃった僕～（城戸 美波）
- リアルエロゲシチュエーション!2（八重桜 みる）
- 魔女の無限回廊（ワルプルギス）
- 異世界変態生活! 〜転生した俺は触手や魔物や女の子のパンツに…なる!?〜（アーシャ・カロザース）
- まましす 〜お母さんとわたし、どっちがいいの?〜（八十島 美鈴）
- プリンセスハートリンク ～剣姫たちの艶舞～（ロゼ シンクレア）
- 完堕ち×元ヤン妻 ～ごめんなさい。私、ムカつく後輩に肉オナホにされちゃったの～（吉岡 美海）
- ドーナドーナ ~いっしょにわるいことをしよう （ジョーカー）

2021年
- 姉は徒然なるママに（城戸 美波）
- セックスアンダーワールドへようこそ! (ユーガリット)
- コイカツ！サンシャイン（意識高いクール/ヤンデレ/オタク女子）

2022年
- サキュありアパート（白河 璃夢）
- 進軍ゴブリン軍団 〜人類総苗床化作戦〜（ケーニギン・ヴェリーナ）
- VenusBlood Savior（ハリアル）
- 淫蕩夜話 ～愛と性技の天使ルミエール～ 第3章 集団催眠・淫紋ご奉仕編（ルミエール・サーブル）
- 淫蕩夜話 ～愛と性技の天使ルミエール～ 第4章 丸呑み媚薬液体生物編（ルミエール・サーブル）

2023年
- 完堕ちX寝取られ家族 〜アナタ、許して。私たち、浮気セックスに本気でハマっちゃったの〜（吉岡 美海）
- 淫蕩夜話 ～愛と性技の天使ルミエール～ 第5章 巨根怪人煉獄編（ルミエール・サーブル）
- 進軍ゴブリン軍団2 ～淫獣軍VS. INTRUDER～（ケーニギン・ヴェリーナ）
- お姉ちゃん(たち)はお世話されたい!（和瀬尾 しずえ）
- 僕色に染まる叔母（朝倉 優花、檜山 優花）

2024年
- 姦淫特急『夜鷹』 ～ 獣欲連鎖、真夏の花火大会 ～（久米田 伊織）
- 女装百合畑（機堂 伊織）

2025年
- Venus Blood VALKYRIE（グンヒルト）
- 新章・邪淫のいけにえ ～触手姫の種子～（サツキ）
- 聖奴隷学園3（甘木 百花）

### コンシューマーゲーム
- 恋愛リベンジ（九重 九十九）
- シロガネ×スピリッツ!（御剣）
- ナデレボ!（如月 もも）

### ソーシャルゲーム
- 天頂-TEPPEN（二ノ宮 愛）
- 天衣創聖ストライクガールズ（プルメリア・エルゴ、セラ・レイトン、リィム・ラピス）
- 絢爛乙女ガールズストライカー（プルメリア・エルゴ、セラ・レイトン、リィム・ラピス）
- Quiz of Walkure（ニュナ、桃雛、ロフナ）[37]
- Lord of Walkure（バンシー）
- ぼくらの放課後戦争!（森崎みやび）
- デタリキZ（菊田蒼葉）
- エンジェリックリンク（ベルゼブブ）
- ブレイヴガール レイヴンズ（アゼル、ステファニー、パトリシア、フェル、モノ、リィン）
- ミナシゴノシゴト（エリス、クィリナリス、レムス・レモラ＝レモリア）
- 虚無と夢幻のフラグメント（ラフィン）
- 天啓パラドクス（チャオグォ、チーナ）
- 宝石姫 JEWEL PRINCESS（ガーネット、ジンカイト、菊花石）
- 超昂大戦 エスカレーションヒロインズ（八の闇刃ラブディエル / ラブディエル、ビートプランナー・ハイネ / 一宮灰音）[38]
- ふるーつふるきゅーと！（ブラックチェリー、ニワトコ、ケガレチラス）

### OVA
- 漫喫ハプニング 新人アイドルだってラッキースケベ!? 漫喫個室でラブラブハプニング!! 編（観月 音那）
- 漫喫ハプニング ラッキースケベ、危うし！！社長令嬢が差し出すのは捜査令状！？ 編（観月 音那）
- 漫喫ハプニング ツンツンデレデレ SとMのホライゾン。爆乳おバカ令嬢はアブノーマルがお好き！？ 編（観月 音那）
- 妻みぐい3 THE ANIMATION（夏樹 海夕里）[39]

### アプリ
- 添い寝 夜勤病棟・七瀬恋（七瀬 恋）

### ボイスコミック
- エンピレオ（マーレブランケ）

### ラジオ
※はインターネット配信。
- 杏花と唯香の社長隷嬢ラジオセレクション（2018年 - 、音泉※）[40]